# 第2次岸田内閣 (第1次改造)
第2次岸田第1次改造内閣（だいにじ きしだ だいいちじ かいぞうないかく）は、衆議院議員・自由民主党総裁の岸田文雄が第101代内閣総理大臣に任命され、2022年（令和4年）8月10日から2023年（令和5年）9月13日まで続いた日本の内閣。自由民主党と公明党を与党とする連立内閣（自公連立政権）である。
内閣改造は第4次安倍第2次改造内閣以来である。岸田は、この内閣を「政策断行内閣」と名付けた。

## 概説

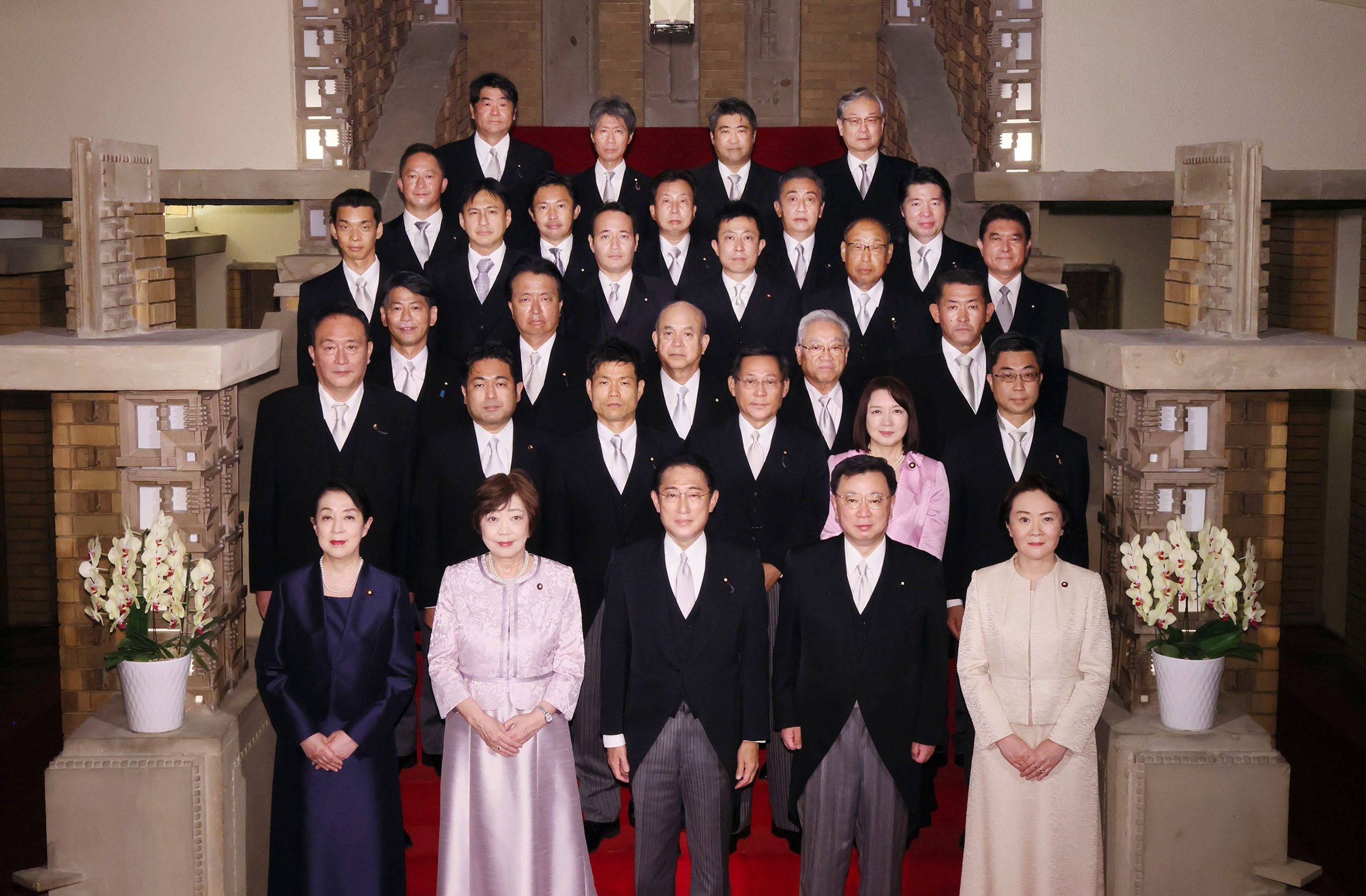
副大臣の記念撮影
（2022年8月12日）

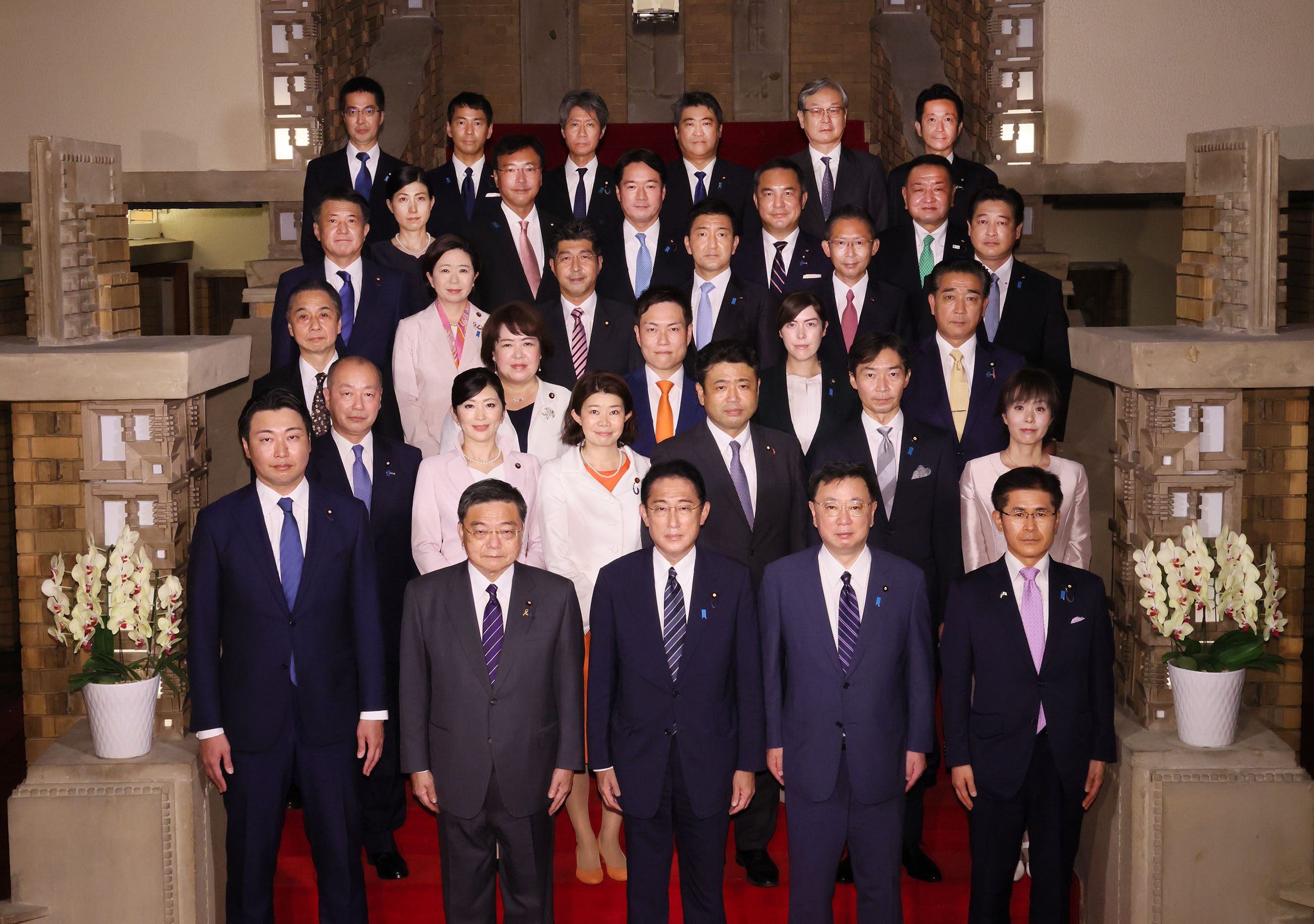
大臣政務官の記念撮影
（2022年8月12日）

岸田は、2022年7月10日投開票の第26回参議院議員通常選挙の後に2閣僚が政界を引退することを主な理由に第2次岸田内閣の改造を行うことを予告していた。「内閣改造は8月下旬から9月上旬の実施」というのが与党内の大方の予想であった。

しかし、参院選期間中の7月8日、世界平和統一家庭連合（旧統一教会）に対する恨みを動機として元首相の安倍晋三が銃撃を受けて暗殺される事件が起こると、それに付随して統一教会と政治家との関係が問題となった。この関係を見直すことも内閣改造を行う主な理由となった。
岸田においては、党内最高実力者の安倍が急死したことで動揺する安倍派議員を取り込み、政権の安定化をはかる狙いがあった。同年8月3日、安倍派元会長の森喜朗、自由民主党参議院議員元会長の青木幹雄、党選対委員長の遠藤利明、党組織運動本部長の小渕優子と東京都港区虎ノ門のホテルで会食。森は岸田に「安倍さんの遺志もあり、5人をそれぞれ輝く存在にしてやってほしい」と伝えた。5人とはすなわち、松野博一、西村康稔、萩生田光一、高木毅、世耕弘成であり、特に萩生田、西村の要職起用を求めた。8月5日午後、岸田は官邸幹部らに近く人事に踏み切る意向を伝達した。党内では「驚いた」「9月じゃないのか」などの声が相次いだ。岸田は萩生田を党政調会長に抜擢し、萩生田の後任の経済産業大臣に西村を充てることを決めた。
2022年8月10日に内閣改造を行い、皇居での認証式を経て、第2次岸田改造内閣が発足した。松野も官房長官を留任し、この頃から松野ら5人は「安倍派5人衆」と称されるようになった。
認証式後の記念撮影は、通常の撮影場所となっている首相官邸ロビーの「大階段」が改修工事中のため、首相公邸（旧官邸）の「西階段」で行った。西階段での撮影は2001年4月の第1次小泉内閣発足時以来、約21年ぶりのことだった。
2023年9月8日、13日に内閣改造を行う方針を複数の与党幹部に伝えた。同年9月10日に、訪問中のニューデリーで内外記者会見を行った岸田から内閣改造・党役員人事を13日に行う方針が表明された。これにより、第2次岸田第2次改造内閣が発足する。

## 内閣の顔ぶれ・人事
所属政党・出身:
  自由民主党（岸田派）   自由民主党（茂木派）   自由民主党（麻生派）   自由民主党（安倍派）   自由民主党（二階派）
  自由民主党（森山派）   自由民主党（谷垣G）   自由民主党（石破G）   自由民主党（無派閥）   公明党   中央省庁・民間

### 国務大臣
2022年（令和4年）8月10日任命。
| 職名 | 氏名       | 画像 | 出身等                       | 特命事項等 | 備考                    |
| --- | ---------- | ---- | ---------------------------- | --- | ----------------------- |
| 内閣総理大臣                                                                                            | 岸田文雄   |      | 衆議院 自由民主党 （岸田派） | | 自由民主党総裁 留任     |
| 総務大臣                                                                                                | 寺田稔     |      | 衆議院 自由民主党 （岸田派） | | 初入閣 2022年11月21日免 |
| 総務大臣                                                                                                | 松本剛明   |      | 衆議院 自由民主党 （麻生派） | | 再入閣 2022年11月21日任 |
| 法務大臣                                                                                                | 葉梨康弘   |      | 衆議院 自由民主党 （岸田派） | | 初入閣 2022年11月11日免 |
| 法務大臣                                                                                                | 齋藤健     |      | 衆議院 自由民主党 （無派閥） | | 再入閣 2022年11月11日任 |
| 外務大臣                                                                                                | 林芳正     |      | 衆議院 自由民主党 （岸田派） | 内閣総理大臣臨時代理 就任順位第3位 | 留任                    |
| 財務大臣 内閣府特命担当大臣 （金融）                                                                    | 鈴木俊一   |      | 衆議院 自由民主党 （麻生派） | デフレ脱却担当 内閣総理大臣臨時代理 就任順位第4位 | 留任                    |
| 文部科学大臣                                                                                            | 永岡桂子   |      | 衆議院 自由民主党 （麻生派） | 教育未来創造担当 国立国会図書館 連絡調整委員会委員 | 初入閣                  |
| 厚生労働大臣                                                                                            | 加藤勝信   |      | 衆議院 自由民主党 （茂木派） | | 再入閣                  |
| 農林水産大臣                                                                                            | 野村哲郎   |      | 参議院 自由民主党 （茂木派） | | 初入閣                  |
| 経済産業大臣 内閣府特命担当大臣 （原子力損害賠償・ 廃炉等支援機構）                                     | 西村康稔   |      | 衆議院 自由民主党 （安倍派） | 原子力経済被害担当 GX実行推進担当 産業競争力担当 ロシア経済分野協力担当                                                                                                | 再入閣                  |
| 国土交通大臣                                                                                            | 斉藤鉄夫   |      | 衆議院 公明党                | 水循環政策担当 国際園芸博覧会担当 | 公明党副代表 留任       |
| 環境大臣 内閣府特命担当大臣 （原子力防災）                                                              | 西村明宏   |      | 衆議院 自由民主党 （安倍派） | | 初入閣                  |
| 防衛大臣                                                                                                | 浜田靖一   |      | 衆議院 自由民主党 （無派閥） | | 再入閣                  |
| 内閣官房長官                                                                                            | 松野博一   |      | 衆議院 自由民主党 （安倍派） | 沖縄基地負担軽減担当 拉致問題担当 ワクチン接種推進担当 内閣総理大臣臨時代理（2023年2月11日） 就任順位第1位                                                             | 留任                    |
| デジタル大臣 内閣府特命担当大臣 （デジタル改革） （消費者及び食品安全）                                 | 河野太郎   |      | 衆議院 自由民主党 （麻生派） | 国家公務員制度担当 内閣総理大臣臨時代理 就任順位第5位 | 再入閣                  |
| 復興大臣                                                                                                | 秋葉賢也   |      | 衆議院 自由民主党 （茂木派） | 福島原発事故再生総括担当 | 初入閣 2022年12月27日免 |
| 復興大臣                                                                                                | 渡辺博道   |      | 衆議院 自由民主党 （茂木派） | 福島原発事故再生総括担当 | 再入閣 2022年12月27日任 |
| 国家公安委員会委員長 内閣府特命担当大臣 （防災） （海洋政策）                                           | 谷公一     |      | 衆議院 自由民主党 （二階派） | 国土強靭化担当 領土問題担当 | 初入閣                  |
| 内閣府特命担当大臣 （こども政策） （少子化対策） （若者活躍） （男女共同参画担当）                      | 小倉將信   |      | 衆議院 自由民主党 （二階派） | こども政策担当（2023年3月31日迄） 女性活躍担当 共生社会担当 孤独・孤立対策担当                                                                                         | 初入閣                  |
| 内閣府特命担当大臣 （経済財政政策）                                                                     | 山際大志郎 |      | 衆議院 自由民主党 （麻生派） | 経済再生担当 新しい資本主義担当 スタートアップ担当 新型コロナ対策・健康危機管理担当 全世代型社会保障改革担当                                                           | 留任 2022年10月24日免   |
| 内閣府特命担当大臣 （経済財政政策）                                                                     | 後藤茂之   |      | 衆議院 自由民主党 （無派閥） | 経済再生担当 新しい資本主義担当 スタートアップ担当 新型コロナ対策・健康危機管理担当（2023年8月31日迄） 感染症危機管理担当（2023年9月1日以降） 全世代型社会保障改革担当 | 再入閣 2022年10月25日任 |
| 内閣府特命担当大臣 （知的財産戦略） （科学技術政策） （宇宙政策） （経済安全保障）                      | 高市早苗   |      | 衆議院 自由民主党 （無派閥） | 経済安全保障担当 内閣総理大臣臨時代理 就任順位第2位 | 再入閣                  |
| 内閣府特命担当大臣 （沖縄及び北方対策） （地方創生） （規制改革） （クールジャパン戦略） （アイヌ施策） | 岡田直樹   |      | 参議院 自由民主党 （安倍派） | デジタル田園都市国家構想担当 国際博覧会担当 行政改革担当 | 初入閣                  |

### 内閣官房副長官・内閣法制局長官
2022年（令和4年）8月10日任命。
| 職名           | 氏名     | 画像 | 出身等                       | 備考 |
| -------------- | -------- | ---- | ---------------------------- | ---- |
| 内閣官房副長官 | 木原誠二 |      | 衆議院／自由民主党（岸田派） | 留任 |
| 内閣官房副長官 | 磯﨑仁彦 |      | 参議院／自由民主党（岸田派） | 留任 |
| 内閣官房副長官 | 栗生俊一 |      | 事務担当／警察庁             | 留任 |
| 内閣法制局長官 | 近藤正春 |      | 前内閣法制次長／経済産業省   | 留任 |

### 内閣総理大臣補佐官
2022年（令和4年）8月10日任命。
| 職名 | 氏名     | 画像 | 所属等                       | 備考                              |
| --- | -------- | ---- | ---------------------------- | --------------------------------- |
| 内閣総理大臣補佐官 （国家安全保障に関する重要政策 及び核軍縮・不拡散問題担当）                                | 岸信夫   |      | 衆議院／自由民主党（安倍派） | 閣僚から 転任 2023年2月3日免      |
| 内閣総理大臣補佐官 （国家安全保障に関する重要政策 及び核軍縮・不拡散問題担当）                                | 木原誠二 |      | 衆議院／自由民主党（岸田派） | 内閣官房副長官兼任 2023年2月3日任 |
| 内閣総理大臣補佐官 （国際人権問題担当）                                                                       | 中谷元   |      | 衆議院／自由民主党（谷垣G）  | 留任                              |
| 内閣総理大臣補佐官 （国内経済その他特命事項担当）                                                             | 村井英樹 |      | 衆議院／自由民主党（岸田派） | 留任                              |
| 内閣総理大臣補佐官 （女性活躍及びLGBT理解増進担当）                                                           | 森まさこ |      | 参議院／自由民主党（安倍派） | 留任                              |
| 内閣総理大臣補佐官 （国土強靱化及び復興等の社会資本整備 並びに科学技術イノベーション政策 その他特命事項担当） | 森昌文   |      | 民間                         | 留任                              |

### 副大臣
2022年（令和4年）8月12日任命。
| 職名           | 氏名       | 出身等                              | 備考                       |
| -------------- | ---------- | ----------------------------------- | -------------------------- |
| デジタル副大臣 | 大串正樹   | 衆議院/自由民主党（谷垣G・菅義偉G） | 内閣府副大臣兼任           |
| 復興副大臣     | 小島敏文   | 衆議院/自由民主党（岸田派）         |                            |
| 復興副大臣     | 竹谷とし子 | 参議院/公明党                       |                            |
| 復興副大臣     | 石井浩郎   | 参議院/自由民主党（茂木派）         | 国土交通、内閣府副大臣兼任 |
| 内閣府副大臣   | 大串正樹   | 衆議院/自由民主党（谷垣G・菅義偉G） | デジタル副大臣兼任         |
| 内閣府副大臣   | 藤丸敏     | 衆議院/自由民主党（岸田派）         |                            |
| 内閣府副大臣   | 星野剛士   | 衆議院/自由民主党（谷垣G・菅義偉G） |                            |
| 内閣府副大臣   | 和田義明   | 衆議院/自由民主党（安倍派）         |                            |
| 内閣府副大臣   | 伊佐進一   | 衆議院/公明党                       | 厚生労働副大臣兼任         |
| 内閣府副大臣   | 中谷真一   | 衆議院/自由民主党（茂木派）         | 経済産業副大臣兼任         |
| 内閣府副大臣   | 太田房江   | 参議院/自由民主党（安倍派）         | 経済産業副大臣兼任         |
| 内閣府副大臣   | 石井浩郎   | 参議院/自由民主党（茂木派）         | 国土交通、復興副大臣兼任   |
| 内閣府副大臣   | 小林茂樹   | 衆議院/自由民主党（二階派）         | 環境副大臣兼任             |
| 内閣府副大臣   | 井野俊郎   | 衆議院/自由民主党（茂木派）         | 防衛副大臣兼任             |
| 総務副大臣     | 尾身朝子   | 衆議院/自由民主党（安倍派）         |                            |
| 総務副大臣     | 柘植芳文   | 参議院/自由民主党（無派閥）         |                            |
| 法務副大臣     | 門山宏哲   | 衆議院/自由民主党（石破G）          |                            |
| 外務副大臣     | 武井俊輔   | 衆議院/自由民主党（岸田派）         |                            |
| 外務副大臣     | 山田賢司   | 衆議院/自由民主党（麻生派）         |                            |
| 財務副大臣     | 井上貴博   | 衆議院/自由民主党（麻生派）         |                            |
| 財務副大臣     | 秋野公造   | 参議院/公明党                       |                            |
| 文部科学副大臣 | 井出庸生   | 衆議院/自由民主党（麻生派）         |                            |
| 文部科学副大臣 | 簗和生     | 衆議院/自由民主党（安倍派）         |                            |
| 厚生労働副大臣 | 羽生田俊   | 参議院/自由民主党（安倍派）         |                            |
| 厚生労働副大臣 | 伊佐進一   | 衆議院/公明党                       | 内閣府副大臣兼任           |
| 農林水産副大臣 | 勝俣孝明   | 衆議院/自由民主党（二階派）         |                            |
| 農林水産副大臣 | 野中厚     | 衆議院/自由民主党（茂木派）         |                            |
| 経済産業副大臣 | 中谷真一   | 衆議院/自由民主党（茂木派）         | 内閣府副大臣兼任           |
| 経済産業副大臣 | 太田房江   | 参議院/自由民主党（安倍派）         | 内閣府副大臣兼任           |
| 国土交通副大臣 | 豊田俊郎   | 参議院/自由民主党（麻生派）         |                            |
| 国土交通副大臣 | 石井浩郎   | 参議院/自由民主党（茂木派）         | 復興、内閣府副大臣兼任     |
| 環境副大臣     | 山田美樹   | 衆議院/自由民主党（安倍派）         |                            |
| 環境副大臣     | 小林茂樹   | 衆議院/自由民主党（二階派）         | 内閣府副大臣兼任           |
| 防衛副大臣     | 井野俊郎   | 衆議院/自由民主党（茂木派）         | 内閣府副大臣兼任           |

### 大臣政務官
2022年（令和4年）8月12日任命。
| 職名               | 氏名       | 出身等                              | 備考                           |
| ------------------ | ---------- | ----------------------------------- | ------------------------------ |
| デジタル大臣政務官 | 尾﨑正直   | 衆議院/自由民主党（二階派）         | 内閣府大臣政務官兼任           |
| 復興大臣政務官     | 中野英幸   | 衆議院/自由民主党（二階派）         | 内閣府大臣政務官兼任           |
| 復興大臣政務官     | 山本左近   | 衆議院/自由民主党（麻生派）         | 文部科学大臣政務官兼任         |
| 復興大臣政務官     | 里見隆治   | 参議院/公明党                       | 経済産業、内閣府大臣政務官兼任 |
| 復興大臣政務官     | 西田昭二   | 衆議院/自由民主党（岸田派）         | 国土交通、内閣府大臣政務官兼任 |
| 内閣府大臣政務官   | 尾﨑正直   | 衆議院/自由民主党（二階派）         | デジタル大臣政務官兼任         |
| 内閣府大臣政務官   | 鈴木英敬   | 衆議院/自由民主党（安倍派）         |                                |
| 内閣府大臣政務官   | 自見英子   | 参議院/自由民主党（二階派）         |                                |
| 内閣府大臣政務官   | 中野英幸   | 衆議院/自由民主党（二階派）         | 復興大臣政務官兼任             |
| 内閣府大臣政務官   | 本田顕子   | 参議院/自由民主党（無派閥）         | 厚生労働大臣政務官兼任         |
| 内閣府大臣政務官   | 長峯誠     | 参議院/自由民主党（安倍派）         | 経済産業大臣政務官兼任         |
| 内閣府大臣政務官   | 里見隆治   | 参議院/公明党                       | 経済産業、復興大臣政務官兼任   |
| 内閣府大臣政務官   | 西田昭二   | 衆議院/自由民主党（岸田派）         | 国土交通、復興大臣政務官兼任   |
| 内閣府大臣政務官   | 柳本顕     | 衆議院/自由民主党（麻生派）         | 環境大臣政務官兼任             |
| 内閣府大臣政務官   | 木村次郎   | 衆議院/自由民主党（安倍派）         | 防衛大臣政務官兼任             |
| 総務大臣政務官     | 国光文乃   | 衆議院/自由民主党（岸田派）         |                                |
| 総務大臣政務官     | 杉田水脈   | 衆議院/自由民主党（安倍派）         | 2022年12月27日免               |
| 総務大臣政務官     | 長谷川淳二 | 衆議院/自由民主党（無派閥）         | 2022年12月27日任               |
| 総務大臣政務官     | 中川貴元   | 衆議院/自由民主党（麻生派）         |                                |
| 法務大臣政務官     | 高見康裕   | 衆議院/自由民主党（茂木派）         |                                |
| 外務大臣政務官     | 秋本真利   | 衆議院/自由民主党（谷垣G・菅義偉G） | 2023年8月4日免                 |
| 外務大臣政務官     | 高木啓     | 衆議院/自由民主党（安倍派）         |                                |
| 外務大臣政務官     | 吉川有美   | 参議院/自由民主党（安倍派）         |                                |
| 財務大臣政務官     | 金子俊平   | 衆議院/自由民主党（岸田派）         |                                |
| 財務大臣政務官     | 宮本周司   | 参議院/自由民主党（安倍派）         |                                |
| 文部科学大臣政務官 | 伊藤孝江   | 参議院/公明党                       |                                |
| 文部科学大臣政務官 | 山本左近   | 衆議院/自由民主党（麻生派）         | 復興大臣政務官兼任             |
| 厚生労働大臣政務官 | 畦元将吾   | 衆議院/自由民主党（岸田派）         |                                |
| 厚生労働大臣政務官 | 本田顕子   | 参議院/自由民主党（無派閥）         | 内閣府大臣政務官兼任           |
| 農林水産大臣政務官 | 角田秀穂   | 衆議院/公明党                       |                                |
| 農林水産大臣政務官 | 藤木眞也   | 参議院/自由民主党（岸田派）         |                                |
| 経済産業大臣政務官 | 長峯誠     | 参議院/自由民主党（安倍派）         | 内閣府大臣政務官兼任           |
| 経済産業大臣政務官 | 里見隆治   | 参議院/公明党                       | 復興、内閣府大臣政務官兼任     |
| 国土交通大臣政務官 | 古川康     | 衆議院/自由民主党（茂木派）         |                                |
| 国土交通大臣政務官 | 清水真人   | 参議院/自由民主党（二階派）         |                                |
| 国土交通大臣政務官 | 西田昭二   | 衆議院/自由民主党（岸田派）         | 復興、内閣府大臣政務官兼任     |
| 環境大臣政務官     | 国定勇人   | 衆議院/自由民主党（二階派）         |                                |
| 環境大臣政務官     | 柳本顕     | 衆議院/自由民主党（麻生派）         | 内閣府大臣政務官兼任           |
| 防衛大臣政務官     | 小野田紀美 | 参議院/自由民主党（茂木派）         |                                |
| 防衛大臣政務官     | 木村次郎   | 衆議院/自由民主党（安倍派）         | 内閣府大臣政務官兼任           |

## 勢力早見表
| 名称   | 勢力 | 国務大臣 | 副大臣 | 政務官 | 補佐官 | その他                                                 |
| ------ | ---- | -------- | ------ | ------ | ------ | ------------------------------------------------------ |
| 安倍派 | 98   | 4        | 6      | 6      | 1      | 政務調査会長、衆議院議長、参議院幹事長、国会対策委員長 |
| 無派閥 | 58   | 4        | 1      | 2      | 0      | 幹事長代行                                             |
| 茂木派 | 55   | 3        | 4      | 3      | 0      | 幹事長、参議院議員会長、参議院議長                     |
| 麻生派 | 53   | 4        | 4      | 3      | 0      | 副総裁                                                 |
| 二階派 | 44   | 2        | 2      | 5      | 0      |                                                        |
| 岸田派 | 43   | 2        | 3      | 5      | 2      | 自由民主党総裁                                         |
| 谷垣G  | 15   | 0        | 2      | 1      | 1      | 総務会長                                               |
| 石破G  | 9    | 0        | 1      | 0      | 0      |                                                        |
| 森山派 | 7    | 0        | 0      | 0      | 0      | 選挙対策委員長                                         |
| 公明党 | 59   | 1        | 3      | 3      | 0      |                                                        |
| 民間   | /    | 0        | 0      | 0      | 1      |                                                        |
| 計     | /    | 20       | 26     | 28     | 5      | /                                                      |

※慣例により派閥離脱中である衆議院議長の細田博之（安倍派）と参議院議長の尾辻秀久（茂木派）、党幹部を派閥所属議員に含む。
※二階派会員に無所属の三反園訓を含む。
※谷垣グループおよび石破グループは他派閥との掛け持ち所属議員を除く。

## 内閣の動き

### 内閣支持率の動き
内閣改造後の内閣支持率は人心を一新した効果から通常は上向くものであるが、改造内閣発足後に行われた世論調査では支持率が下落し第1次岸田内閣発足以降最低を記録しており、異例な結果となった。その後さらに、閣僚の相次ぐ辞任・更迭、旧統一教会と自民党所属議員との不適切な関係の発覚を受けて支持率が最低を更新することになり、中には、政権維持の「危険水域」とされる20％台に及んだ調査結果もみられた。しかしながら、2023年3月に、尹錫悦（ユン・ソンニョル）大韓民国大統領の訪日による5年ぶりの日韓首脳会談や岸田文雄内閣総理大臣のウクライナへの電撃訪問が行われた後、報道各社の世論調査で軒並みに支持率が回復する傾向がみられた。さらには、5月のG7広島サミット終了直後に行われた世論調査では内閣支持率が5割台を回復する結果が表れた。
しかしながら、G7広島サミットの成果で内閣支持率が50％台を回復したにもかかわらず、その後は、岸田翔太郎首相秘書官の更迭問題で5月下旬には低下に転じ（日経調査で5ポイント低下）、さらにマイナンバーカードをめぐるトラブルの続出が大きく影響したため、6月下旬には4割前後まで落ち込んだ（日経調査でさらに8ポイント低下して支持率39％、読売調査でも41％）。低下に転じた後の支持率は、9月の内閣改造前までの間は、横ばいか下落の傾向がみられ、上向くことはなかった。
| 内閣支持率の動き（第2次岸田第1次改造内閣） （単位: %） | 内閣支持率の動き（第2次岸田第1次改造内閣） （単位: %） | 内閣支持率の動き（第2次岸田第1次改造内閣） （単位: %） | 内閣支持率の動き（第2次岸田第1次改造内閣） （単位: %） | 内閣支持率の動き（第2次岸田第1次改造内閣） （単位: %） | 内閣支持率の動き（第2次岸田第1次改造内閣） （単位: %） | 内閣支持率の動き（第2次岸田第1次改造内閣） （単位: %） | 内閣支持率の動き（第2次岸田第1次改造内閣） （単位: %） | 内閣支持率の動き（第2次岸田第1次改造内閣） （単位: %） | 内閣支持率の動き（第2次岸田第1次改造内閣） （単位: %） | 内閣支持率の動き（第2次岸田第1次改造内閣） （単位: %） |
|                                                        |                                                        | 読売                                                   | 朝日                                                   | 毎日                                                   | 日経                                                   | 産経                                                   | 共同通信                                               | 時事通信                                               | NHK                                                    | 出典等                                                 |
| ------------------------------------------------------ | ------------------------------------------------------ | ------------------------------------------------------ | ------------------------------------------------------ | ------------------------------------------------------ | ------------------------------------------------------ | ------------------------------------------------------ | ------------------------------------------------------ | ------------------------------------------------------ | ------------------------------------------------------ | ------------------------------------------------------ |
| 2022年                                                 | 7月                                                    | 65                                                     | 57                                                     | 52                                                     | 58                                                     | 62.4                                                   | 63.2                                                   | 49.9                                                   | 59                                                     | [ 33 ]                                                 |
| 2022年                                                 | 8月                                                    | 51                                                     | 47                                                     | 36                                                     | 57                                                     | 54.3                                                   | 54.1                                                   | 44.3                                                   | 46                                                     | [ 34 ] [ 35 ] [ 36 ] [ 37 ]                            |
| 2022年                                                 | 9月                                                    | 50                                                     | 41                                                     | 29                                                     | 43                                                     | 42.3                                                   | 40.2                                                   | 32.3                                                   | 40                                                     | [ 38 ] [ 39 ] [ 40 ] [ 41 ]                            |
| 2022年                                                 | 10月                                                   | 45                                                     | 40                                                     | 27                                                     | 42                                                     | 40.9                                                   | 35.0                                                   | 27.4                                                   | 38                                                     | [ 42 ] [ 43 ] [ 44 ] [ 45 ]                            |
| 2022年                                                 | 11月                                                   | 36                                                     | 37                                                     | 31                                                     | 37                                                     | 38.6                                                   | 33.1                                                   | 27.7                                                   | 33                                                     | [ 46 ] [ 47 ] [ 48 ] [ 49 ]                            |
| 2022年                                                 | 12月                                                   | 39                                                     | 31                                                     | 25                                                     | 35                                                     | 37.0                                                   | 33.1                                                   | 29.2                                                   | 36                                                     | [ 50 ] [ 51 ] [ 52 ] [ 53 ]                            |
| 2023年                                                 | 1月                                                    | 39                                                     | 35                                                     | 27                                                     | 39                                                     | 37.7                                                   | 33.4                                                   | 26.5                                                   | 33                                                     | [ 54 ] [ 55 ] [ 56 ] [ 57 ]                            |
| 2023年                                                 | 2月                                                    | 41                                                     | 35                                                     | 26                                                     | 43                                                     | 40.6                                                   | 33.6                                                   | 27.8                                                   | 36                                                     | [ 58 ] [ 59 ] [ 60 ] [ 61 ]                            |
| 2023年                                                 | 3月                                                    | 42                                                     | 40                                                     | 33                                                     | 48                                                     | 45.9                                                   | 38.1                                                   | 29.9                                                   | 41                                                     | [ 62 ] [ 63 ] [ 64 ] [ 65 ]                            |
| 2023年                                                 | 4月                                                    | 47                                                     | 38                                                     | 36                                                     | 52                                                     | 50.7                                                   | 46.6                                                   | 33.5                                                   | 42                                                     | [ 67 ] [ 68 ] [ 69 ] [ 70 ]                            |
| 2023年                                                 | 5月                                                    | 56                                                     | 46                                                     | 45                                                     | 47                                                     | 50.4                                                   | 47.0                                                   | 38.2                                                   | 46                                                     | [ 71 ] [ 72 ] [ 73 ] [ 74 ]                            |
| 2023年                                                 | 6月                                                    | 41                                                     | 42                                                     | 33                                                     | 39                                                     | 46.1                                                   | 40.8                                                   | 35.1                                                   | 43                                                     | [ 75 ] [ 76 ] [ 77 ] [ 78 ]                            |
| 2023年                                                 | 7月                                                    | 35                                                     | 37                                                     | 28                                                     | 40                                                     | 41.3                                                   | 34.3                                                   | 30.8                                                   | 38                                                     | [ 79 ] [ 80 ] [ 81 ] [ 82 ]                            |
| 2023年                                                 | 8月                                                    | 35                                                     | 33                                                     | 26                                                     | 42                                                     | 41.5                                                   | 33.6                                                   | 26.6                                                   | 33                                                     | [ 83 ] [ 84 ] [ 85 ] [ 86 ]                            |
| 2023年                                                 | 9月                                                    | 35                                                     | 37                                                     | 25                                                     | 42                                                     | 38.9                                                   | 39.8                                                   | 28.0                                                   | 36                                                     | [ 87 ] [ 88 ] [ 89 ] [ 90 ] [ 91 ] [ 92 ] [ 93 ]       |

《表の注記》
1. ↑  まとまって支持率を確認できるものについては、メイン出典として報道媒体名の横に付した。なお、例外的に特定の指標値の横に付した出典がある（メイン出典の中に同一調査回の2つの異なる結果数値があるため追加の出典を要したもの）。

2. 黄色背景の数値は、第1次改造内閣の発足前に行われた調査にあたるもの。
3. 赤色の数値は、前回調査よりも支持率が低下したことを表すもの（前回と同率の場合は黒色のまま）。
4. 水色背景の数値は、第2次改造内閣の発足後に行われた調査にあたるもの。

### 閣僚らの相次ぐ辞任
第2次岸田改造内閣発足後、短期間で以下のように政務三役や首相秘書官の不祥事による辞任（いずれも事実上の更迭）が相次いだ。
辞任した寺田稔の後任で総務大臣として再入閣した松本剛明は、菅直人第2次改造内閣での外務大臣以来約10年ぶりの入閣であり、民主党政権時の閣僚がその後の自民党政権において閣僚に起用されるのは松本が初となる。
2022年10月24日、山際大志郎経済再生担当大臣は、世界平和統一家庭連合（旧：統一教会）との関係が相次いで問題化した責任を取る形で、岸田文雄首相へ経済再生担当大臣の辞表を提出し、受理された。後任は後藤茂之。事実上の大臣更迭となる。なお、2021年10月の岸田内閣発足以降において不祥事による閣僚の辞任は初となった。
2022年11月11日、葉梨康弘法務大臣は、自身の度重なる失言が問題化した責任を取る形で、岸田首相へ法務大臣の辞表を提出し、受理された。後任は齋藤健。事実上の大臣更迭は本内閣2人目となる。
2022年11月20日、寺田稔総務大臣は、自身の政治団体の政治資金を巡る不適切な処理など「政治とカネ」を巡る問題が表面化した責任を取る形で、岸田首相に総務大臣の辞表を提出し、受理された（国務大臣の辞任は11月21日付）。後任は松本剛明。寺田の辞任から松本の就任までは官房長官の松野博一が臨時代理を務めた。事実上の大臣更迭は本内閣3人目となる。
2022年12月27日、秋葉賢也復興大臣は、自身の事務所経費を巡る不適切な処理など「政治とカネ」を巡る問題が表面化した責任を取る形で、岸田首相に復興大臣の辞表を提出し、受理された。後任は渡辺博道。事実上の大臣更迭は本内閣4人目となる。
2022年12月27日、杉田水脈総務大臣政務官は、自身の男女差別・性的少数者（LGBT）などへの過去の不適切な言動を巡る問題が表面化した責任を取る形で、松本総務大臣へ総務大臣政務官の辞表を提出し、受理された。後任は長谷川淳二。政務三役の交代は本内閣で5人目となる。
2023年8月4日、秋本真利外務大臣政務官は、日本風力開発から多額の資金提供を受けた収賄の疑いで東京地検特捜部の捜索を受けた責任を取る形で、外務大臣政務官の辞表を提出し、受理された。政務三役の交代は本内閣で6人目となる。
政務三役の他には、2023年2月4日、荒井勝喜内閣総理大臣秘書官は、同性婚などに関してオフレコ取材の場で性的少数者への差別といった不適切な発言をしたことにより、岸田首相に更迭された。なお、後任は荒井と同じく経産省から伊藤禎則。これを受けて、岸田首相は2月17日に首相官邸でLGBT・性的少数者当事者や支援者らによる関連団体と会い、荒井元首相秘書官による差別発言について「極めて不適切なものである。みなさまをはじめ多くの方に不快な思いをさせたことに対しまして心からお詫びを申し上げたい」などと直接謝罪した。その上で、「政府としては、多様性が尊重され、全ての人々がお互いの人権あるいは尊厳を大切にする、そして生き生きとそれぞれの人生を享受できる社会を目指すべく努力をしていかなければならない」と強調した。また、性的少数者への理解を促す「LGBT理解増進担当」首相補佐官に、現在「女性活躍担当」の森まさこ首相補佐官を任命することも表明した。
また、不祥事などによる辞任・更迭ではないが、2023年2月3日、岸信夫内閣総理大臣補佐官（国家安全保障に関する重要政策及び核軍縮・不拡散問題担当）が、自身の体調の悪化に伴い、岸田首相に総理補佐官の辞表を提出し、受理された（同日、衆議院議員も辞職）。後任は内閣官房副長官の木原誠二が兼務する。
- 辞任した山際大志郎、葉梨康弘、寺田稔、秋葉賢也の4閣僚（2022年8月10日）
- 2022年10月25日、後藤茂之へ経済再生担当大臣等の辞令交付に際して
- 2022年11月11日、齋藤健へ法務大臣の辞令交付に際して
- 2022年11月21日、松本剛明へ総務大臣の辞令交付に際して
- 2022年12月27日、渡辺博道へ復興大臣の辞令交付に際して
- 2022年12月28日、長谷川淳二へ総務大臣政務官の辞令交付に際して

### 新型コロナウイルス対応
2023年1月20日、岸田文雄首相は新型コロナウイルスの重症化率や致死率の低下などを踏まえ、感染症法上の類型を危険度が2番目に高い現状の2類相当から季節性インフルエンザと同等の5類へ移行することを加藤勝信厚生労働相や後藤茂之経済財政・再生相に指示した。首相の指示を受けて厚労省が月内にも厚労相の諮問機関である厚生科学審議会に5類への移行を諮問する。
新型コロナは感染症法上の新型インフルエンザ等感染症に位置付けられているため、結核などの2類よりも厳格な措置が講じられ、感染者は入院勧告や就業制限の対象となり、診療・入院先も発熱外来や指定医療機関に限られる。5類に移行すれば、こうした行動制限が撤廃されるほか、一般病院や診療所でも受け入れ可能となる。一方、医療費などは一部自己負担が生じることから、経過措置として当面は公費負担医療を継続し、段階的に通常の保険診療に移す方針も固めた。この方針決定により、医療や社会活動に関する制限措置が大幅に緩和され、コロナ禍からの社会経済活動の正常化に向けた道筋を示した。
2023年1月27日、厚生科学審議会感染症部会が新型コロナウイルスの感染症法上の位置付けに関し、現状の2類相当から5類に位置付けるべきとの意見を取りまとめたことを受けて、岸田首相は新型コロナウイルス感染症対策本部を開催し、5月8日に現状の2類相当から季節性インフルエンザと同等の5類に移行する方針を正式決定した。岸田首相は移行に先立ち、プロスポーツや大規模イベントに関する収容人数制限の撤廃も政府対策本部で決定し、声援などの大声ありの場合は収容率の上限を50％としてきたが、27日付で上限を撤廃した。マスク着用についても屋内では人と2メートル以上の距離を確保でき、ほとんど会話をしない場合を除いて着用を推奨しているが、5類への移行を踏まえ、屋内でも一律の着用を求めず各個人の判断に委ねる方針を決定した。

### 関東大震災の記録についての松野官房長官発言
内閣官房長官・松野博一は、関東大震災発生100年を2日後に控えた2023年8月30日、首相官邸での記者会見において、共同通信の記者から、関東大震災の記録について「当時、被災地ではデマが広がり、多くの朝鮮人が、軍、警察、自警団によって虐殺されたと伝えられています。政府として朝鮮人虐殺をどう受け止め、何を反省点としているのか」などの質問を受けた。
これに対して、松野は「政府として調査した限り、政府内において事実関係を把握することのできる記録が見当たらないところであります」などと述べた。
しかし、これは誤りで、例えば、2009年、中央防災会議に設置された「災害教訓の継承に関する専門調査会」が取りまとめた関東大震災に関する報告書の中に、朝鮮人虐殺に関する記載がある。